# Parachaeturichthys polynema
Parachaeturichthys polynema är en fiskart som först beskrevs av Bleeker, 1853.  Parachaeturichthys polynema ingår i släktet Parachaeturichthys och familjen smörbultsfiskar. Inga underarter finns listade i Catalogue of Life.